# Armand Louis de Gontaut
Armand Louis de Gontaut (13 de abril de 1747-31 de diciembre de 1793), duque de Lauzun, posteriormente duque de Biron, comúnmente denominado Biron por los historiadores, fue un soldado y político francés, conocido por sus intervenciones en la Guerra de Independencia de los Estados Unidos y en la Revolución francesa. 

## Primeros años
Nacido en París, ostentó el título de duque de Lauzun, el cual había pasado, tras la muerte de Antoine Nompar de Caumont, duque de Lauzun (1632-1723), a su sobrina, la esposa de Charles Armand de Gontaut, duque de Biron (1663-1756). Contrajo matrimonio con Amélie de Boufflers, única hija de Charles-Joseph de Boufflers (1731-1751) y Mary Anne Philippine de Montmorency Logny (1732-1797).

## Revolución americana
Tras gastar su fortuna en varias partes de Europa, Biron atrajo la atención del ejército de Gran Bretaña y su imperio colonial. Esto condujo a su intervención en un comando contra los británicos en 1779. En febrero, Biron dirigió a las tropas que arrebataron a Gran Bretaña el fuerte de San Luis, organizando posteriormente un ejército compuesto por voluntarios, conocido como la Legión de Lauzun, al servicio de Norteamérica. Llegó con 600 de sus hombres a Rhode Island, permaneciendo el resto en Francia. A pesar de contar sólo con una parte de su ejército, participó activamente en varias batallas, incluyendo una escaramuza cerca de Gloucester, Virginia, el 4 de octubre de 1781.
Ese mismo año, Biron jugó un papel importante en la Guerra de Independencia Americana al actuar como avance del principal ejército francés de Rochambeau, enviado como refuerzo al general George Washington en la batalla de Yorktown. La Legión de Lauzun dejó una parte de su ejército en Lebanon, Connecticut, el 9 de junio de 1781, dirigiéndose posteriormente al sur por la conocida como Ruta Revolucionaria Washington-Rochambeau. Su función principal consistía en ser un avance del ejército principal, permaneciendo entre diez y quince millas al sur del mismo para proteger el flanco contra tropas británicas ubicadas en el Condado de Fairfield. Entretanto, en Connecticut, el ejército francés estableció campamentos en Middletown, Wallingford, North Haven, Ripton y North Stratford, donde llegaron el 28 de junio, permaneciendo allí dos días. Durante este periodo de tiempo, el ejército se dedicó a espiar a los barcos británicos en el puerto de Nueva York. Tras la exitosa campaña en Yorktown y la subsecuente rendición de Gran Bretaña, Biron regresó a Francia convertido en un héroe, siendo nombrado mariscal de campo.

## Revolución francesa
En 1789, Biron era diputado de los Estados Generales por la nobleza de Quercy, afiliándose posteriormente a la causa revolucionaria. En 1791 fue enviado por la Asamblea Nacional Constituyente para prestar juramento al ejército de Flandes, siendo nombrado posteriormente comandante del mismo. En julio de 1792 fue nombrado comandante del ejército del Rin, encargándose de vigilar los movimientos de las tropas de los Habsburgo.
En mayo de 1793, Biron fue transferido a la comandancia del ejército revolucionario en el frente de La Rochelle, luchando contra los insurgentes de Vendée. A pesar de lograr varias victorias, como la captura de Saumur y la victoria de Parthenay, la insubordinación de sus tropas y las sospechas de sus supervisores políticos hicieron que Biron se viese obligado a renunciar a su cargo.

## Condena a muerte y ejecución
Biron fue acusado por Jean-Baptiste Carrier de "falta de virtud cívica" (lo cual equivalía a traición durante el Reinado del Terror) y de haber sido indebidamente indulgente con los insurgentes de la Vendée, siendo privado de su cargo como comandante, encarcelado en la prisión de la Abadía, condenado a muerte por el Tribunal Revolucionario y ejecutado en la guillotina el 31 de diciembre de 1793.
- Datos: Q349216
- Multimedia: Armand Louis de Gontaut de Biron / Q349216